# 1-Amino-2-propanol
1-Amino-2-propanol es un Aminoalcohol secundario. Se puede preparar mediante la adición de solución acuosa de amoníaco al óxido de propileno.
Las isopropanolaminas son productos químicos básicos que se pueden utilizar en muchas aplicaciones para lograr los objetivos de alcalinidad, amortiguación y basicidad. Son buenos solubilizantes de aceites y grasas, por lo que se utilizan para neutralizar ácidos grasos y tensoactivos a base de ácido sulfónico.
El 1-amino-2-propanol se usa típicamente en fluidos para trabajar metales, recubrimientos a base de agua, productos para el cuidado personal y en la producción de dióxido de titanio y poliuretanos.
El 1-amino-2-propanol es un intermediario en la síntesis de una variedad de fármacos y es el componente básico de la metadona opioide.